# Listă de scriitori bulgari
Aceasta este o listă de scriitori bulgari.

## B
- Elisaveta Bagrjana (1893–1991)
- Ivan Bogorov (1818–1892)
- Ran Bosilek (1886-1958)
- Hristo Botev (1848-1876)

## C
- Stefan Canev

## D
- Atanas Dalčev (1904 - 1978)
- Dimčo Debeljanov (1887-1916)
- Liuben Dilov (1927-2008)
- Dimitar Dimov (1909-1966)
- Sava Dobroplodni (1820–1894)
- Anton Doncev (1930-)

## F
- Hristo Fotev

## G
- Dora Gabe (1886–1983)
- Najden Gerov (1823-1900)
- Cani Ginčev (1835-1894)

## H
- Nikolaj Hajtov (1919–2002)
- Paisij Hilendarski (1722–1773)

## J
- Jordan Jakov
- Pejo Javorov (1878– 1914)
- Jordan Jovkov (1889– 1937)

## K
- Angel Karalijčev (1902 - 1972)
- Ljuben Karavelov (1834-1879)
- Aleko Konstantinov (1863– 1897)

## M
- Stojan Mihajlovski (1856–1927)
- Leda Mileva (1920-2013)

## P
- Viktor Paskov (1949 – 2009)
- Konstantin Pavlov (1933 – 2008)
- Elin Pelin  (1877 – 1949)

## R
- Radoj Ralin (1923 - 2004)
- Jordan Radičkov (1929-2004)
- Asen Razcvetnikov (1897-1951)

## S
- Penčo Slavejkov (1886–1912)
- Petko Slavejkov (1827–1895)
- Georgi Stamatov (1869-1942)
- Emilian Stanev (1907–1979)
- Stanislav Stratiev (1941–2000)
- Anton Strašimirov (1872–1937)
- Pajsije Svetogorac (1924-1994)

## T
- Dimitar Talev (1898 – 1966)
- Petko Jurdanov Todorov (1879–1916)

## V
- Orlin Vasilev (1904-1977)
- Ivan Vazov (1850–1921)
- Konstantin Veličkov (1855 - 1907)
- Pavel Vežinov (1914-1983)
- Dobri Vojnikov (1833–1878)
- Ilija Volen (1905-1982)
- Sofronij Vračanski (1739–1813)